# Montigny-le-Chartif
Montigny-le-Chartif ist eine französische Gemeinde mit 590 Einwohnern (Stand: 1. Januar 2022) im Département Eure-et-Loir in der Region Centre-Val de Loire; sie gehört zum Arrondissement Nogent-le-Rotrou und zum Kanton Brou.

## Geographie
Montigny-le-Chartif liegt etwa 29 Kilometer südwestlich von Chartres in der Perche am Nordufer des Flusses Thironne. An der nördlichen Gemeindegrenze verläuft das Flüsschen Vallée de Reuse. Umgeben wird Montigny-le-Chartif von den Nachbargemeinden Happonvilliers im Norden, Illiers-Combray im Osten und Nordosten, Méréglise im Osten, Vieuvicq im Osten und Südosten, Mottereau im Südosten, Frazé im Süden, La Touche und Thiron-Gardais im Westen sowie Combres im Nordwesten.
Durch den Süden der Gemeinde führt die Autoroute A11.

## Bevölkerungsentwicklung
| Jahr                      | 1962 | 1968 | 1975 | 1982 | 1990 | 1999 | 2006 | 2013 |
| Einwohner                 | 588  | 542  | 525  | 498  | 462  | 453  | 527  | 652  |
| Quelle: Cassini und INSEE |      |      |      |      |      |      |      |      |

## Sehenswürdigkeiten
- Kirche Saint-Pierre aus dem 12. Jahrhundert

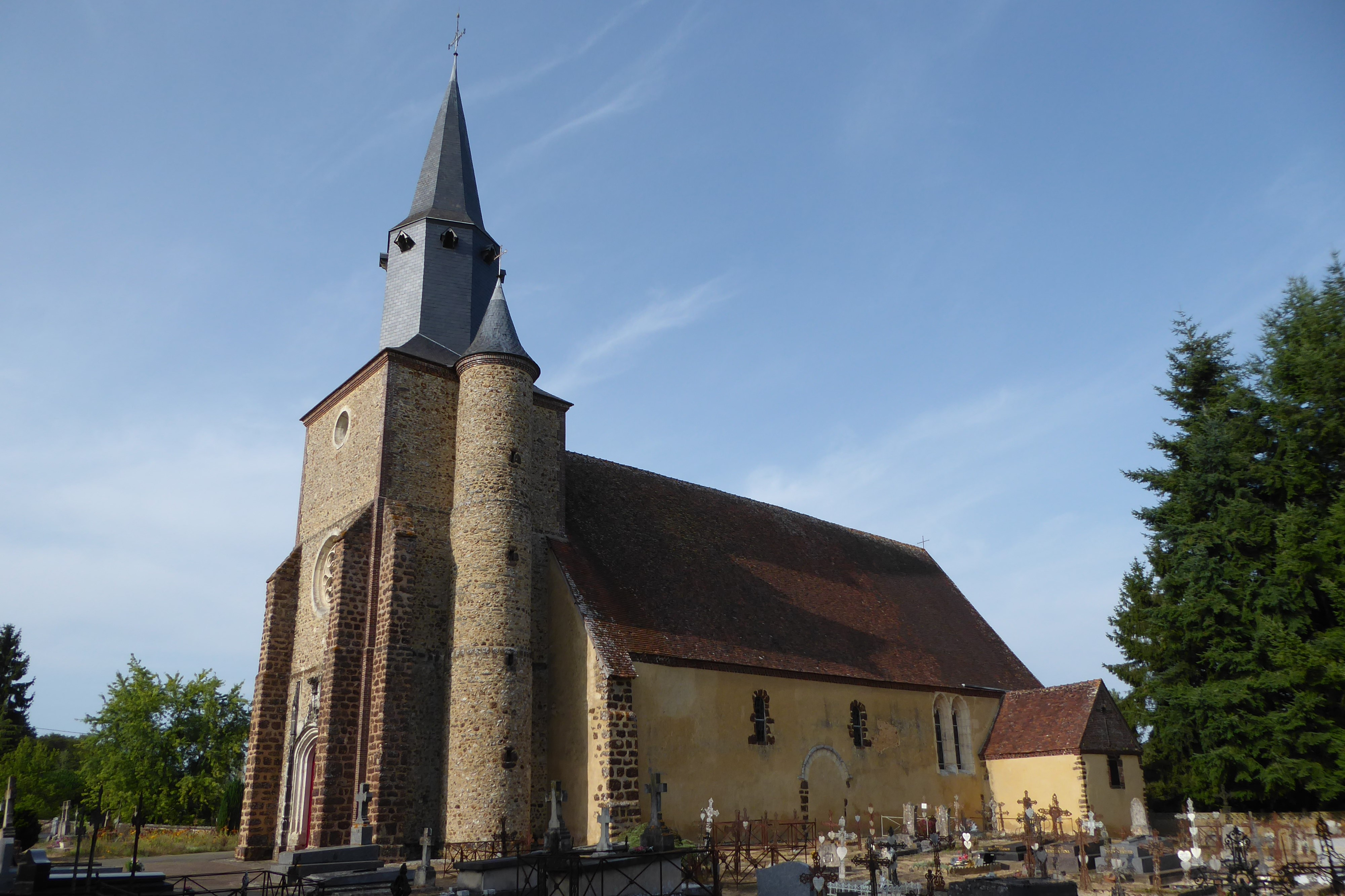
Kirche Saint-Pierre

- Großer Park